# René Clément
René Clément (n. 18 martie 1913, Bordeaux, Franța - d. 17 martie 1996, Monaco) a fost un regizor de film și scenarist francez.
Filmele sale Au-delà des grilles și Jocuri interzise au câștigat Premiul Oscar pentru cel mai bun film străin, premiu pentru care a candidat și filmul Gervaise în 1957.

## Filmografie selectivă
- 1946 Luptătorii din umbră (La Bataille du rail)
- 1946 Le Père tranquille (La Vie d'une famille française durant l'occupation, Viața unei familii franceze în timpul ocupației naziste)
- 1947 Blestemații (Les Maudits)
- 1949 Zidurile din Malapaga (Le mura di Malapaga)
- 1950 Le Château de verre
- 1952 Jocuri interzise (Jeux interdits)
- 1954 Dl. Ripois (Monsieur Ripois)
- 1956 Gervaise
- 1958 Baraj contra Pacificului (La diga sul Pacifico / Barrage contre le Pacifique)
- 1960 În plin soare (Plein Soleil)
- 1961 Bucuria de a trăi (Che gioia vivere)
- 1963 Ziua și ora (Le Jour et l'Heure)
- 1964 Felinele (Les Félins)
- 1966 Arde Parisul? (Paris brûle-t-il?)
- 1969 Un trecător în ploaie (Le Passager de la pluie)
- 1971 Casa de sub arbori (La Maison sous les arbres)
- 1972 Goana iepurelui peste câmp (La Course du lièvre à travers les champs)[10]
- 1975 La Baby-Sitter (alt titlu Jeune fille libre le soir)

## Vezi și
- Listă de filme străine până în 1989

## Legături externe
- René Clément la Internet Movie Database